# Samuel Fortier
Samuel Fortier (* 24. April 1855 in Kanada; † 17. August 1933 in Oakland, Kalifornien) war ein namhafter US-amerikanischer Wasserbau-Ingenieur.

## Lebensweg
Im Jahr 1888 heiratete er Helena Macleay aus Québec, Kanada, und hatte mit ihr drei Kinder: die Tochter Winifred und die beiden Söhne R. M. Fortier und Ernest C. Fortier. Ernest wurde später, wie sein Vater, Wasserbau-Ingenieur und arbeitete im United States Indian Service in Coolidge (Arizona).
Im Jahr 1896 schloss Samuel Fortier sein Studium an der McGill-Universität in Montreal, Kanada, mit dem Master of Engineering ab. 1907 wurde er zum Scientiae Doctor promoviert.
Im Jahr 1903 kam Fortier nach Kalifornien, wo er die Irrigation Investigation des amerikanischen Landwirtschaftsministeriums für mehrere US-Bundesstaaten an der Pazifik-Küste übernahm und zugleich Assistenz-Professor für Wasserbau an der Universität Kalifornien wurde. Zuvor hatte er unter anderem schon Ingenieurwissenschaft am Utah State Agricultural College unterrichtet und die landwirtschaftliche Versuchsanstalt von Montana (Montana Agricultural Experiment Station) geleitet.
Fortier hat das Erdbeben von San Francisco 1906 und den dadurch ausgelösten Brand miterlebt und darüber am 1. Mai 1906 einen Brief an seinen Kollegen Elwood Mead geschrieben.
Im Jahr 1907 ging er nach Washington, D.C., wo er von Elwood Mead die Leitung der Irrigation Investigation übernahm. Dieses Amt übte er bis 1922 aus, verlegte seinen Hauptsitz jedoch im Jahr 1918 nach Berkeley. Er war Autor eines Standard-Lehrbuchs über Bewässerungstechnik sowie zahlreicher Fachaufsätze.
Im Jahr 1930 ging er, im Alter von 70 Jahren, in den Ruhestand. Er starb am 17. August 1933 im Alter von 78 Jahren in einem Krankenhaus in Oakland, Kalifornien.

## Ansichten
Fortier war offenbar rassistisches Denken nicht fremd. So vertrat er in einem Artikel mit dem Titel »The Greatest Present Need of Arid America« im Colorado Transcript vom 28. November 1907, Seite 2, die folgenden Ansichten:

„[…] When one reviews the conditions which exist in the west to-day he is forced to the conclusion that the greatest need is to obtain a sufficient number of desirable white settlers […] 
 It would not be so difficult to secure a million people if all were permitted to come without reference to means, credentials or color. The indolent and shiftless beings who crowd the unhealthy tenements of eastern cities might be induced to migrate, but only a small percentage of these have strength of either mind or body to become successful farmers. The large majority of this class would retard rather than advance the interests of western communities.
 Again, if we were to open our gates to Asia's millions there would be no difficulty in placing a yellow family on every ten-acre tract. But the people of the west, and especially those of the Pacific Coast states, believe these productive plains and valleys bordering on the Pacific […] were destined by the Almighty for a white man's country.
 It is true the west needs settlers, but its needs are not so great that it can afford to adopt every one who crosses either the Pacific or the Missouri. The opportunities which it has to offer […] are such as ought to make the best class of citizens eager to come. It is to this class of citizens that the west is extending the warmest of welcomes. It wants the sons and daughters of the pioneers of the Mississippi Valley […]. It stands ready to hand over its dairies to the Norsemen, its sugar beets to the German and its vineyards to the Italians. With one hand towards New England and the other towards the south, it extends an invitation to the children of both Puritan and Cavalier to settle in the west and blend forever into the highest type of civilization what is best in both races.“

Übersetzung:

„[…] Wenn man die heutigen Bedingungen im Westen [der USA] betrachtet, ist man zu der Schlussfolgerung genötigt, dass sein größter Bedarf der ist, eine ausreichende Anzahl wünschenswerter weißer Siedler zu gewinnen […] 
 Es wäre nicht sehr schwierig, eine Million Menschen sicherzustellen, wenn alle zugelassen würden, ohne Ansehen ihrer Möglichkeiten, ihres Leumunds oder ihrer Hautfarbe. Die trägen und unbeholfenen Wesen, die die ungesunden Mietskasernen der Städte des Ostens bevölkern, könnten zur Abwanderung bewegt werden, aber nur ein kleiner Prozentsatz von ihnen hat die Stärke entweder des Geistes oder des Körpers, um erfolgreiche Bauern zu werden. Die große Mehrheit dieser Klasse würde die Interessen der Gemeinden des Westens eher behindern als befördern. 
Wenn wir wiederum unsere Tore für die Millionen Asiens öffnen würden, gäbe es keine Schwierigkeiten, eine gelbe Familie auf jeder Parzelle von zehn Acres zu platzieren. Aber die Menschen des Westens, besonders die der Staaten an der Pazifikküste, glauben, dass die ergiebigen Ebenen und Täler, die an den Pazifik angrenzen, vom Allmächtigen zum Land des weißen Mannes vorherbestimmt worden sind. 
 Es ist wahr, dass der Westen Siedler benötigt, aber sein Bedarf ist nicht so groß, dass er es sich leisten könnte, jedermann anzunehmen, der entweder den Pazifik oder den Missouri überquert. Die Möglichkeiten, die er zu bieten hat […], sind solcherart, dass sie die beste Klasse von Bürgern danach eifern lassen müssten, zu kommen. Es ist diese Klasse von Bürgern, auf die der Westen sein herzlichstes Willkommen erstreckt. Er benötigt die Söhne und Töchter der Pioniere des Mississippi-Tals […]. Er steht bereit, seine Milchviehfarmen den Norwegern zu übergeben, seine Zuckerrüben den Deutschen und seine Weingärten den Italienern. Mit einer Hand in Richtung auf die Neuenglandstaaten und der anderen in Richtung auf den Süden dehnt er seine Einladung auf die Kinder sowohl der Puritaner als auch der Kavaliere aus, sich im Westen niederzulassen und das, was in beiden Rassen das Beste ist, für immer zur höchsten Art von Zivilisation zu verschmelzen.“

## Einige Veröffentlichungen von Samuel Fortier
- Samuel Fortier, „Seepage waters of northern Utah“, 1897, 50 pages
- Samuel Fortier, „Preliminary Report on Seepage Waters, etc.“, Bulletin No. 38, Agric. Exp. Station, Logan, Utah
- Samuel Fortier, „Conveyance of water in irrigation canals, flumes, and pipes“, 1901, 88 Seiten
- Samuel Fortier, „The Irrigator. Equitable Distribution of Water“, by Prof. S. Fortier of the University of California at the Modesto Irrigation Convention., in: Pacific Rural Press, Volume 68, Number 20, 12. November 1904, S. 318/319 (online)
- Samuel Fortier, „Irrigation in Santa Clara Valley, California“, p. 77–91, in: U.S. Department of Agriculture, Office of Experiment Stations (ed.), „Annual report of irrigation and drainage investigations, 1904“, Office of Experiment Stations, Bulletin No. 158, under the Direction of Elwood Mead, Washington, Government Printing Office, 1905 (online)
- Samuel Fortier, Letter from Professor Samuel Fortier, Irrigation Engineer, to his colleague, Dr. Elwood Mead, Washington, D.C., May 1, 1906 (online)
- Samuel Fortier, „Practical Information for Beginners in Irrigation“, U.S. Department of Agriculture, 1906, 40 Seiten
- Samuel Fortier, „The Greatest Present Need of Arid America“, in: Colorado Transcript, 28. November 1907, S. 2 (online)
- Samuel Fortier, „Evaporation Losses in Irrigation“, in: Eng. News, Sept. 1907
- Samuel Fortier, „Irrigation of orchards“, U.S. Department of Agriculture, Farmer's Bulletin 404, Washington D.C., Issued June 30, 1910 (online)
- Samuel Fortier, „Evaporation from Irrigated Soils“, in: Eng. News, Sept. 5, 1912
- Samuel Fortier, „Irrigation Requirements of the Arable Lands of the Great Basin“, U.S. Department of Agriculture, 1925, 56 Seiten
- Samuel Fortier, Harry French Blaney, „Silt in the Colorado River and Its Relation to Irrigation“, U.S. Department of Agriculture, 1928, 94 Seiten (online)
- Samuel Fortier, „Irrigation Practices in Growing Alfalfa“, U.S. Department of Agriculture, 1930, 26 Seiten (online)
- Samuel Fortier, Arthur. A Young, „Irrigation Requirements of the Arid and Semiarid Lands of the Southwest“, United States Department of Agriculture, Washington D.C., Technical Bulletin No. 185, June 1930 (online)
- Samuel Fortier, „The Border Method of Irrigation“, U.S. Department of Agriculture, 1937, 22 Seiten
- Samuel Fortier, „Orchard irrigation“, Washington, 1940, U.S. Dept. of Agriculture, Farmer's bulletin No. 1518, 27 Seiten